# Coleophora certhiella
Coleophora certhiella é uma espécie de mariposa do gênero Coleophora pertencente à família Coleophoridae.